# Il giudice e il commissario: Il giusto movente
Il giudice e il commissario: Il giusto movente (Justice d'une mère) è un film tv poliziesco francese del 2000, diretto dal regista Claude-Michel Rome.